# Olympische Geschichte Vietnams
| Gelbes Symbol für Goldmedaillen mit stilisierten Olympischen Ringen | Graues Symbol für Silbermedaillen mit stilisierten Olympischen Ringen | Braundes Symbol für Bronzemedaillen mit stilisierten Olympischen Ringen |
| ------------------------------------------------------------------- | --------------------------------------------------------------------- | ----------------------------------------------------------------------- |
| 1                                                                   | 3                                                                     | —                                                                       |

Das NOK Vietnams, das Vietnam Olympic Committee, wurde 1976 gegründet und drei Jahre später vom IOC anerkannt. Seit 1980 nimmt Vietnam an Olympischen Sommerspielen teil, zu Olympischen Winterspielen wurden bislang keine Athleten entsandt. Zwischen 1952 und 1972 nahm nur der Süden des damals geteilten Landes unter der Bezeichnung Südvietnam (IOC-Kürzel VNM) teil. 1984 folgte man dem Boykottaufruf der sozialistischen Länder für die Spiele von Los Angeles. Jugendliche Sportler wurden zu beiden bislang ausgetragenen Jugend-Sommerspielen geschickt.

## Teilnahmen

### Sommerspiele

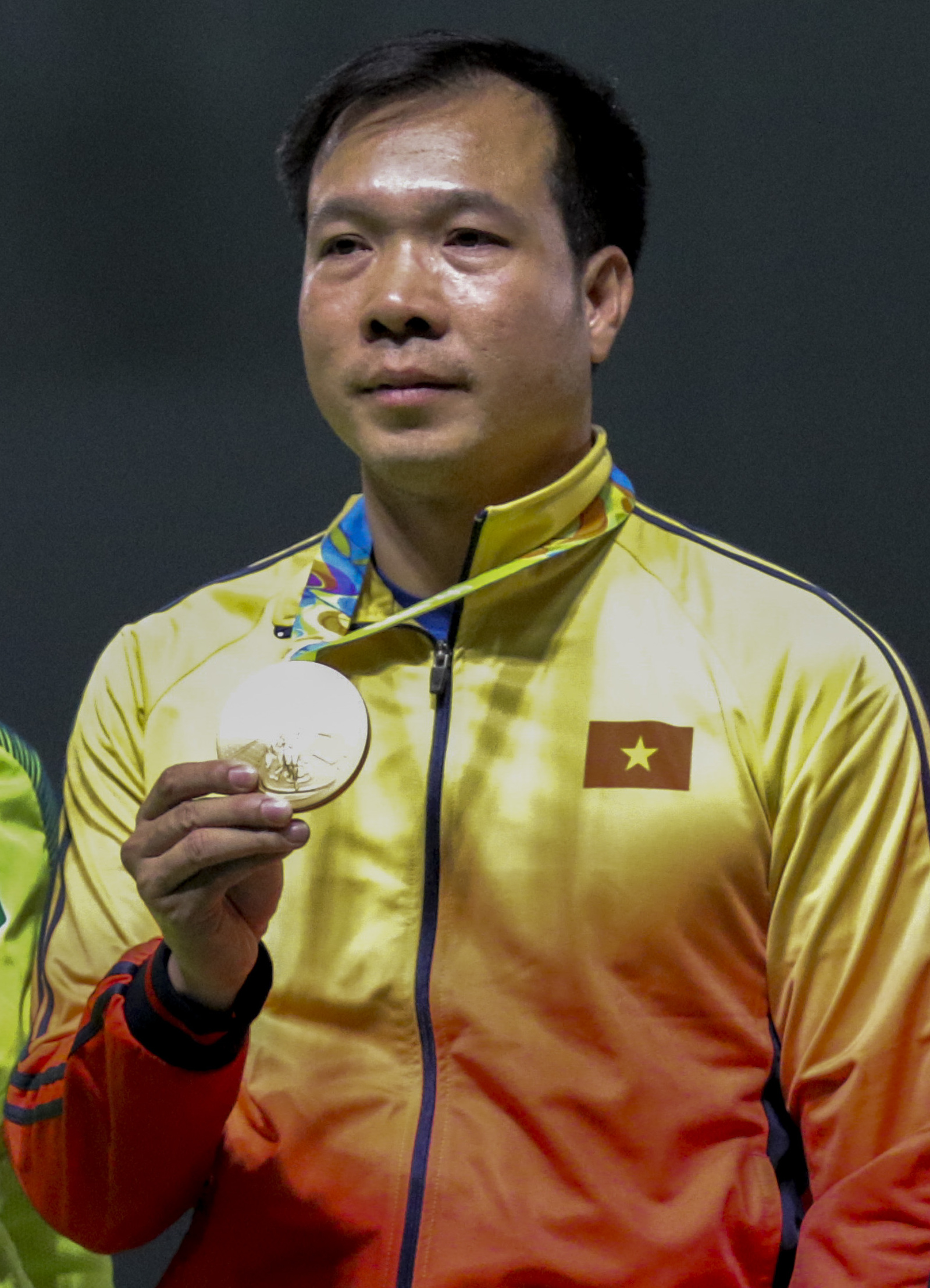
Vietnams erster Olympiasieger mit seiner Goldmedaille: Hoàng Xuân Vinh

Die erste Olympiamannschaft Vietnams, die 1980 in Moskau an den Start ging, bestand aus einer 30-köpfigen Delegation aus Leichtathleten, Sportschützen, Ringern und Schwimmern. Die ersten Olympioniken des Landes waren am 20. Juli 1980 die Schwimmer Lâm Văn Hoành und Thương Ngọc Tơn sowie die Pistolenschützen Phan Huy Khảng und Phan Huy Khảng. Die erste Frau des Landes war am gleichen Tag die Schwimmerin Chung Thị Thanh Lan.
Vietnamesische Sportler nahmen in der Folgezeit in den Sportarten Boxen und Radsport (ab 1988), Judo (ab 1996), Taekwondo (ab 2000), Gewichtheben, Tischtennis, Kanusport und Rudern (ab 2004), Badminton und Turnen (ab 2008) und Fechten (ab 2012) teil.
2000 konnte die erste Medaille gewonnen werden. Im Taekwondo gewann Trần Hiếu Ngân Silber im Federgewicht. Die nächste Medaille konnte 2008 geholt werden. Im Gewichtheben gewann Hoàng Anh Tuấn Silber im Bantamgewicht. 2012 scheiterte der Sportschütze Hoàng Xuân Vinh mit Platz 4 mit der freien Pistole nur knapp an einer Medaille. Ebenfalls Vierter wurde der Gewichtheber Trần Lê Quốc Toàn im Bantamgewicht. 
2016 gewann Hoàng Xuân Vinh gleich zwei Medaillen. Mit der Luftpistole wurde er der erste vietnamesische Olympiasieger, wenige Tage später gewann er Silber mit der freien Pistole. Gewichtheber Trần Lê Quốc Toàn erreichte im Bantamgewicht Platz 5. 

### Jugendspiele

Vũ Thị Trang, Bronze 2010 im Badminton

Bei den ersten Jugend-Sommerspielen 2010 in Singapur nahmen 13 jugendliche Athleten, fünf Jungen und acht Mädchen, teil. Die Athleten traten in der Leichtathletik, im Gewichtheben, Ringen, Taekwondo, Schießen, Schwimmen und Badminton an. Der Gewichtheber Thạch Kim Tuấn wurde mit seinem Sieg im Fliegengewicht zum ersten vietnamesischen Jugend-Olympiasieger. Im Taekwondo gewann Nguyễn Thanh Thảo Silber im Mittelgewicht der Mädchen und Nguyễn Quốc Cường Bronze im Bantamgewicht der Jungen. Eine weitere Bronzemedaille gewann die Badmintonspielerin Vũ Thị Trang im Einzel der Mädchen.
Bei den zweiten Jugend-Sommerspielen, die 2014 in Nanjing durchgeführt wurden, nahmen wieder 13 jugendliche Vietnamesen teil, fünf Jungen und acht Mädchen. Sie traten im Badminton, Beach-Volleyball, Rudern, Taekwondo, Gewichtheben und Turnen an. Die Schwimmerin Nguyễn Thị Ánh Viên wurde Jugend-Olympiasiegerin über 200 Meter Lagen. Der Gewichtheber Nguyen Tran Anh Tuan gewann Silber im Fliegengewicht.

## Übersicht der Teilnehmer

### Sommerspiele
| Jahr      | Athleten                                | Athleten                                | Athleten                                | Flaggenträger                           | Sportarten                              | Sportarten                              | Sportarten                              | Sportarten                              | Sportarten                              | Sportarten                              | Sportarten                              | Sportarten                              | Sportarten                              | Sportarten                              | Sportarten                              | Sportarten                              | Sportarten                              | Sportarten                              | Sportarten                              | Medaillen                               | Medaillen                               | Medaillen                               | Medaillen                               | Medaillen                               |
| Jahr      | Gesamt                                  | m                                       | w                                       | Flaggenträger                           | Leichtathletik                          | Schießen                                | Ringen                                  | Schwimmen                               | Boxen                                   | Radsport                                | Judo                                    | Taekwondo                               | Gewichtheben                            | Tischtennis                             | Kanusport                               | Rudern                                  | Turnen                                  | Badminton                               | Fencing                                 |                                         |                                         |                                         | Gesamt                                  | Rang                                    |
| --------- | --------------------------------------- | --------------------------------------- | --------------------------------------- | --------------------------------------- | --------------------------------------- | --------------------------------------- | --------------------------------------- | --------------------------------------- | --------------------------------------- | --------------------------------------- | --------------------------------------- | --------------------------------------- | --------------------------------------- | --------------------------------------- | --------------------------------------- | --------------------------------------- | --------------------------------------- | --------------------------------------- | --------------------------------------- | --------------------------------------- | --------------------------------------- | --------------------------------------- | --------------------------------------- | --------------------------------------- |
| 1896–1948 | nicht teilgenommen                      | nicht teilgenommen                      | nicht teilgenommen                      | nicht teilgenommen                      | nicht teilgenommen                      | nicht teilgenommen                      | nicht teilgenommen                      | nicht teilgenommen                      | nicht teilgenommen                      | nicht teilgenommen                      | nicht teilgenommen                      | nicht teilgenommen                      | nicht teilgenommen                      | nicht teilgenommen                      | nicht teilgenommen                      | nicht teilgenommen                      | nicht teilgenommen                      | nicht teilgenommen                      | nicht teilgenommen                      | nicht teilgenommen                      | nicht teilgenommen                      | nicht teilgenommen                      | nicht teilgenommen                      | nicht teilgenommen                      |
| 1952–1972 | Teilnahme in der Mannschaft Südvietnams | Teilnahme in der Mannschaft Südvietnams | Teilnahme in der Mannschaft Südvietnams | Teilnahme in der Mannschaft Südvietnams | Teilnahme in der Mannschaft Südvietnams | Teilnahme in der Mannschaft Südvietnams | Teilnahme in der Mannschaft Südvietnams | Teilnahme in der Mannschaft Südvietnams | Teilnahme in der Mannschaft Südvietnams | Teilnahme in der Mannschaft Südvietnams | Teilnahme in der Mannschaft Südvietnams | Teilnahme in der Mannschaft Südvietnams | Teilnahme in der Mannschaft Südvietnams | Teilnahme in der Mannschaft Südvietnams | Teilnahme in der Mannschaft Südvietnams | Teilnahme in der Mannschaft Südvietnams | Teilnahme in der Mannschaft Südvietnams | Teilnahme in der Mannschaft Südvietnams | Teilnahme in der Mannschaft Südvietnams | Teilnahme in der Mannschaft Südvietnams | Teilnahme in der Mannschaft Südvietnams | Teilnahme in der Mannschaft Südvietnams | Teilnahme in der Mannschaft Südvietnams | Teilnahme in der Mannschaft Südvietnams |
| 1976      | nicht teilgenommen                      | nicht teilgenommen                      | nicht teilgenommen                      | nicht teilgenommen                      | nicht teilgenommen                      | nicht teilgenommen                      | nicht teilgenommen                      | nicht teilgenommen                      | nicht teilgenommen                      | nicht teilgenommen                      | nicht teilgenommen                      | nicht teilgenommen                      | nicht teilgenommen                      | nicht teilgenommen                      | nicht teilgenommen                      | nicht teilgenommen                      | nicht teilgenommen                      | nicht teilgenommen                      | nicht teilgenommen                      | nicht teilgenommen                      | nicht teilgenommen                      | nicht teilgenommen                      | nicht teilgenommen                      | nicht teilgenommen                      |
| 1980      | 30                                      | 22                                      | 8                                       | Phan Huy Khảng                          | 7                                       | 7                                       | 5                                       | 11                                      |                                         |                                         |                                         |                                         |                                         |                                         |                                         |                                         |                                         |                                         |                                         |                                         |                                         |                                         |                                         |                                         |
| 1984      | nicht teilgenommen                      | nicht teilgenommen                      | nicht teilgenommen                      | nicht teilgenommen                      | nicht teilgenommen                      | nicht teilgenommen                      | nicht teilgenommen                      | nicht teilgenommen                      | nicht teilgenommen                      | nicht teilgenommen                      | nicht teilgenommen                      | nicht teilgenommen                      | nicht teilgenommen                      | nicht teilgenommen                      | nicht teilgenommen                      | nicht teilgenommen                      | nicht teilgenommen                      | nicht teilgenommen                      | nicht teilgenommen                      | nicht teilgenommen                      | nicht teilgenommen                      | nicht teilgenommen                      | nicht teilgenommen                      | nicht teilgenommen                      |
| 1988      | 9                                       | 8                                       | 1                                       | Nguyễn Đình Minh                        | 2                                       | 1                                       | 1                                       | 2                                       | 2                                       | 1                                       |                                         |                                         |                                         |                                         |                                         |                                         |                                         |                                         |                                         |                                         |                                         |                                         |                                         |                                         |
| 1992      | 7                                       | 2                                       | 5                                       |                                         | 4                                       | 1                                       |                                         | 2                                       |                                         |                                         |                                         |                                         |                                         |                                         |                                         |                                         |                                         |                                         |                                         |                                         |                                         |                                         |                                         |                                         |
| 1996      | 6                                       | 3                                       | 3                                       | Hữu Huy Nguyễn                          | 2                                       | 1                                       |                                         | 2                                       |                                         |                                         |                                         |                                         |                                         |                                         |                                         |                                         |                                         |                                         |                                         |                                         |                                         |                                         |                                         |                                         |
| 2000      | 7                                       | 3                                       | 4                                       | Trương Ngọc Để                          | 2                                       | 1                                       |                                         | 2                                       |                                         |                                         |                                         | 2                                       |                                         |                                         |                                         |                                         |                                         |                                         |                                         |                                         | 1                                       |                                         | 1                                       | 64                                      |
| 2004      | 11                                      | 6                                       | 5                                       | Bùi Thị Nhung                           | 2                                       | 1                                       |                                         | 1                                       |                                         |                                         |                                         | 2                                       | 1                                       | 1                                       | 1                                       | 2                                       |                                         |                                         |                                         |                                         |                                         |                                         |                                         |                                         |
| 2008      | 13                                      | 7                                       | 6                                       | Nguyễn Đình Cương                       | 2                                       | 1                                       |                                         | 1                                       |                                         |                                         |                                         | 3                                       | 2                                       | 1                                       |                                         |                                         | 1                                       | 2                                       |                                         |                                         | 1                                       |                                         | 1                                       | 72                                      |
| 2012      | 18                                      | 6                                       | 12                                      | Nguyễn Tiến Nhật                        | 2                                       | 2                                       | 1                                       | 1                                       |                                         |                                         | 1                                       | 2                                       | 2                                       |                                         |                                         | 2                                       | 3                                       | 1                                       | 1                                       |                                         |                                         |                                         |                                         |                                         |
| 2016      | 22                                      | 10                                      | 12                                      | Vũ Thành An                             | 2                                       | 2                                       | 1                                       | 2                                       |                                         |                                         | 1                                       |                                         | 4                                       |                                         |                                         | 2                                       | 2                                       | 2                                       | 4                                       | 1                                       | 1                                       |                                         | 2                                       | 48                                      |
| Gesamt    | Gesamt                                  | Gesamt                                  | Gesamt                                  | Gesamt                                  | Gesamt                                  | Gesamt                                  | Gesamt                                  | Gesamt                                  | Gesamt                                  | Gesamt                                  | Gesamt                                  | Gesamt                                  | Gesamt                                  | Gesamt                                  | Gesamt                                  | Gesamt                                  | Gesamt                                  | Gesamt                                  | Gesamt                                  | 1                                       | 3                                       | 0                                       | 4                                       | 77                                      |

### Winterspiele
| Jahr      | Athleten           | Athleten           | Athleten           | Flaggenträger      | Sportarten         | Medaillen          | Medaillen          | Medaillen          | Medaillen          | Medaillen          |
| Jahr      | Gesamt             | m                  | w                  | Flaggenträger      | Sportarten         |                    |                    |                    | Gesamt             | Rang               |
| --------- | ------------------ | ------------------ | ------------------ | ------------------ | ------------------ | ------------------ | ------------------ | ------------------ | ------------------ | ------------------ |
| 1924–2018 | nicht teilgenommen | nicht teilgenommen | nicht teilgenommen | nicht teilgenommen | nicht teilgenommen | nicht teilgenommen | nicht teilgenommen | nicht teilgenommen | nicht teilgenommen | nicht teilgenommen |
| Gesamt    | Gesamt             | Gesamt             | Gesamt             | Gesamt             | Gesamt             | 0                  | 0                  | 0                  | 0                  | -                  |

## Liste der Medaillengewinner

### Goldmedaillen
| Name            | Spiele              | Sportart | Disziplin   |
| --------------- | ------------------- | -------- | ----------- |
| Hoàng Xuân Vinh | 2016 Rio de Janeiro | Schießen | Luftpistole |

### Silbermedaillen
| Name            | Spiele              | Sportart     | Disziplin     |
| --------------- | ------------------- | ------------ | ------------- |
| Trần Hiếu Ngân  | 2000 Sydney         | Taekwondo    | Federgewicht  |
| Hoàng Anh Tuấn  | 2008 Peking         | Gewichtheben | Bantamgewicht |
| Hoàng Xuân Vinh | 2016 Rio de Janeiro | Schießen     | freie Pistole |

### Bronzemedaillen
Bislang (Stand 2018) keine Bronzemedaillen

## Medaillen nach Sportart
| Sportart     | Gold | Silber | Bronze | Gesamt |
| Schießen     | 1    | 1      | 0      | 2      |
| Gewichtheben | 0    | 1      | 0      | 1      |
| Taekwondo    | 0    | 1      | 0      | 1      |
| Gesamt       | 1    | 3      | 0      | 4      |